# Церква святого Пантелеймона (Тернопіль)
Церква Святого Пантелеймона — церква УГКЦ на вул. Бережанській 3 в Тернополі.

## Священники
о. Василь Чамарник, о. Михайло Агрес.

## Діють
Церковний хор (регент Шевчук Галина), УМХ, вівтарна дружина, громада «Матері в молитві» (щонеділі о 17:00), катехизація для дітей (жовтень — травень; субота 15:30 — молодша група).